# 別錄
《別錄》是中国最早的综合性系统分类藏書目錄。漢朝宗室劉向、劉歆父子整理图书近20年，為每部圖書寫成篇目及解題「敘錄」，附於書后。之后将其汇集成书，即《别录》20卷。《别录》节录为《七略》。《七略》节录为《汉书·艺文志》。